# William E. Scotten
William Everett Scotten (n. 24 august 1904, Detroit, Michigan, SUA – d. 27 noiembrie 1958, California, SUA) a fost un diplomat american, cunoscut în calitate de autor al Raportului Scotten despre Mafia din Sicilia în timpul celui de-al Doilea Război Mondial.

## Carieră
Era fiul lui William E. Scotten de la compania Scotten Tobacco și al lui Florence Scotten (născută Fleming). A urmat studii la University of Southern California, unde a obținut bacalaureatul universitar în limba latină în 1925. A studiat apoi istoria artei la Universitatea din Paris din 1926 până în 1927. După absolvirea studiilor universitare a fost angajat în Serviciul Diplomatic al Statelor Unite ale Americii, fiind numit mai întâi în funcția de viceconsul al SUA în orașul mexican Ciudad Juarez în 1929. A servit apoi pe post de consul la Saigon din 1931 până în 1932. El a plecat mai târziu la Hong Kong, unde s-a căsătorit în 1933 cu Josephine Bryant.
Începând din 1938 a servit timp de trei ani ca viceconsul american la Palermo. În 1941 a ocupat funcția de secretar II al Legației americane la București, iar prin înaltul decret regal nr. 484 din 28 februarie 1941 a fost recunoscut de regele Mihai I al României în calitate de consul al Statelor Unite ale Americii la București, având drept circumscripție consulară întreg teritoriul țării.

## Al Doilea Război Mondial
În timpul celui de-al Doilea Război Mondial a fost detașat în zona internațională Tanger pe post de consul și secretar II la Tanger în martie 1942. Ulterior a fost încorporat în Armata Statelor Unite ale Americii cu gradul de căpitan.
Comisarul pentru siguranță publică din cadrul guvernului militar aliat pentru teritoriile ocupate i-a solicitat căpitanului Scotten, având în vedere experiența sa de la Palermo, să scrie un raport despre Mafia din Sicilia și despre efectele acțiunilor sale asupra ocupației aliate. Scotten a redactat în 29 octombrie 1943 un raport de șase pagini intitulat The Problem of the Mafia in Sicily.
Raportul lui Scotten a detaliat istoria Mafiei și a propus trei acțiuni posibile:
- 1) Acțiune directă și promptă pentru a pune sub control Mafia
- 2) Un armistițiu negociat cu liderii mafiei
- 3) Abandonarea oricărei încercări de a controla Mafia[6]

Scotten a încheiat războiul cu gradul de maior la Viena. A fost decorat cu Ordinul Coroana Italiei în grad de cavaler și cu Steaua de Bronz.

## Pensionare
După ce s-a retras din serviciul public, Scotten s-a stabilit în comitatul Orange din statul California, unde a murit la 27 noiembrie 1958.